# رسائل العز بن عبد السلام في التوحيد
رسائل العز بن عبد السلام في التوحيد هو كتاب يحتوي على أربعة رسائل في علم التوحيد من تأليف سلطان العلماء عز الدين بن عبد السلام. دافع في الرسالة الأولى عن عقيدة أهل السنة والجماعة فأسماها (الملحة في اعتقاد أهل الحق). وفي رسالته الثانية (الأنواع في علوم التوحيد) بيّن حقوق الله تعالى المتعلقة بالقلوب، فذكر فيها ستة عشر نوعاً منها. وفي رسالته الثالثة في التوحيد والتي تحمل عنوان (الرد على المبتدعة والحشوية) رد على أهل الملل والنحل دعوتَهم، مبيِّناً بدعتهم وضلالهم. أما رسالته الأخيرة وهي الرابعة فكانت عبارة عن وصيته التي كتبها إلى ربه. ولأهمية هذه الرسائل عني الباحث إياد خالد الطباع بجمعهم في هذا الكتاب وإدراجهم ضمن سلسلة «مؤلفات الإمام العز بن عبد السلام» وذلك لإبراز ما للعز بن عبد السلام من آثار.

## مقدمة المحقق
| رسائل العز بن عبد السلام في التوحيد | الحمد لله رب العالمين، الرحمن الرحيم، مالك يوم الدين، والصلاةُ والسلامُ على سيدنا محمد وعلى آله وصحبه أجمعين، أما بعد. فقد صنف الإمام العز رسائلَ عدة متعلقة بالتوحيد، أحببتُ أن أجمعَها وأضمَّها وأُدرجَها ضمن هذه السلسلة، حيث عزمتُ – بحول الله وقوّته – على إبراز ما للعز بن عبد السلام من آثار تُعَرِّفُ به وبفكره، وتنشر علمه الذي أخفته السنون، لتنتشر مؤلفاته وتشتهر، كما اشتهر شخصُه وانتشر، وهذه الرسائل هي: 1- الملحة في اعتقاد أهل الحق: كذا سماها ابن السبكي في (طبقات الشافعية الكبرى) 8/ 239، وذكرها الداودي في (طبقات المفسرين) 1/ 314 باسم (الملحة في تصحيح العقيدة)، وسماها حاجي خليفة في (كشف الظنون): 1817: (ملحة الاعتقاد)، وفي موضع آخر: 1158: (عقيدة الشيخ عز الدين) وسماها البغدادي في (هدية العارفين) 1/ 580: (العقائد). ونُسخُها الخطية موجودة في ليبزغ برقم (881)، وبرلين (2080) ونسخة أخرى بها ملحقة بـ(شجرة المعارف) برقم (2304)، وفي إستانبول كما في (مجموعات مخطوطة في إستانبول) ص94، والظاهرية برقم (4134). وقد أورد هذه الرسالة كُلَّهَا ابن السبكي في (طبقات الشافعية الكبرى) 8/ 219-229، وطُبع قسم منها ضمن رسالة عبد اللطيف بن العز بن عبد السلام (إيضاح الكلام فيما جرى للعز بن عبد السلام في مسألة الكلام). وقد اعتمدتُ في هذه النشرة على نسخة الظاهرية، حيث اعتمدتُها أصلاً، ورمزتُ لها بالحرف (ع) وهي ست عشرة ورقة ق (74-89)، وهي من مخطوطات القرن الثاني عشر الهجري. كما رمزتُ بالحرف (ب) لنسخة برلين، والموجود لدي منها صورة الورقة الأولى منها. ورمزتُ بالحرف (س) لطبقات الشافعية الكبرى لابن السبكي الذي أوردها كلها كما أسلفتُ، واضعاً بين هلالين ما زاد منها على الأصل (ع). ورمزت بالحرف (ص) لمصنف عبد اللطيف بن العز بن عبد السلام (إيضاح الكلام) السابق ذكره. وسببُ تصنيف الرسالة أن الملك الأشرف موسى بن الملك العادل بن أيوب لما اتصل به ما عليه الشيخ عز الدين من القيام لله والعلم والدين، وأنه سيدُ أهل عصره، وحُجة الله على خلقه، أحبّه وصار يَلهج بذكره ويُؤثر الاجتماع به، والشيخ لا يُجيب إلى الاجتماع، وكانت طائفة من المبتدعين القائلين بالحرف والصوت، ممن صَحِبَهُمْ السلطانُ في صِغَرِهِ، يكرهون الشيخ عز الدين ويطعنون فيه، وقرروا في ذهن السلطان الأشرف أن الذي هم عليه اعتقاد السلف، وأنه اعتقاد أحمد بن حنبل، رضي الله عنه، وفضلاء أصحابه، واختلط هذا بلحمِ السلطان ودمه، وصار يعتقد أن مخالف ذلك كافرٌ حلال الدم، فلما أخذ السلطان في الميل إلى الشيخ عز الدين دسَّت هذه الطائفة إليه وقالوا: إنه أشعري العقيدة، يُخطِّئ من يعتقد الحرفَ والصوتَ وَيُبَدِّعُهُ، ومن جملة اعتقاده أنه يقول بقول الأشعري في أن الخبزَ لا يُشبع، والماءَ لا يروي، والنار لا تحرق، فاستهال ذلك السلطانُ واستعظمه ونسبهم إلى التعصب عليه، فكتبوا فُتيا في مسألة الكلام، وأوصلوها إليه مُريدين أن يَكتب عليها بذلك فيسقطَ موضعُه عند السلطان، وكان الشيخ قد اتصل به ذلك كُلُّهُ، فلما جاءته الفُتيا، قال: هذه الفُتيا كُتبت امتحاناً لي، والله لا كَتبتُ فيها إلا ما هو الحق، فكَتب هذه (الملحة). 2- الأنواع في علوم التوحيد: وهي رسالة في تبيان حقوق الله تعالى المتعلقة بالقلوب، وذكر فيها ستة عشر نوعاً منها، وقد أوردها المؤلف بنحوها في كتابه (قواعد الأحكام) 1/ 198 فذكرها في خمسة وعشرين نوعاً، مع إضافات يسيرة في متن الأنواع الستة عشر. ومما أكد لي صحة عدم السقط في الأصل الخطي الذي اعتمدتُه، المحفوظ في المكتبة الظاهرية بدمشق برقم 5258 ق (88/أ – 189/ب)، أن هذه الأنواع قد شرحها ولي الدين محمد بن أحمد بن إبراهيم بن يوسُف العثماني الديباجي الشافعي المعروف بابن المنفلوطي المتوفى سنة 774 هجرية، حيث اقتصر شرحُه على ستة عشر نوعاً، مما يعني أن الإمام العز قد ألّفها مفردةً، مُضَمِّنها ستة عشر نوعاً، ثم ضَمَّهَا إلى كتابه (قواعد الأحكام) وزاد عليها. وشرحُ المنفلوطي هذا سماه (إفهام الأفهام في معاني عقيدة شيخ الإسلام)، وتوجد نسخة خطية منه في برلين برقم 2426. وقد جاءت تسمية الرسالة على قميص نسخة الظاهرية: (رسالة في العقائد)، وفي ق 187/ب و176/أ جاءت تسميتها: (عقيدة الشيخ عز الدين بن عبد السلام المقدسي)، ونسبة (المقدسي) هذه خطأ إذ التبس على الناسخ بعز الدين عبد السلام بن أحمد بن غانم المقدسي، الذي كثيراً ما يشتبه على النُّسَّاخِ وطلبةِ العلم فيجعلونهما واحداً. وفي أعلى الورقة الأولى بخط مخالف 88/أ: (وصية الشيخ عز الدين) وهذا خطأ، إذ للعز وصية معروفة سنأتي على ذكرها. وفي آخر الرسالة 189/ب: (تمت العقيدة بحمد الله وحُسن توفيقه)، وجاء العنوان في نسخة برلين من شرح المنفلوطي كما يلي: (كتاب فيه مختصر شرح الأنواع في علم التوحيد لعز الدين بن عبد السلام)، وفي آخره: (تمت (الأنواع) بشرحها). 3- رسالة الشيخ عز الدين بن عبد السلام في التوحيد: ولعلها رسالة (الرد على المبتدعة والحشوية) التي لم نجد لها أصلاً خطياً في العالم وقد وجدتُ هذه الرسالةَ ضمن مجموع في المكتبة الوطنية بدمشق برقم 15373 ق (147-148)، ولم يُشِرِ الناسخُ إلى تسميتها (الرد على المبتدعة والحشوية)، وإنما أظن أنها هي، لما احتوت من رد على أصل الفرق. إلا أن ذلك لم يشجِّعْني إلى القطع لها بهذه التسمية نظراً لأن أسلوبَها ليس بقريب إلى كتابة العز وإنشائه، ولا أبعد القول أنها بأسلوب عز الدين بن عبد السلام بن أحمد بن غانم المقدسي، المعتني بهذا الأسلوب من الكتابة، والله أعلم. 4- وصية الشيخ عز الدين بن عبد السلام إلى ربه الملك العلام: وهي محفوظة في الظاهرية بدمشق برقم 5912 (90-91). ويبدو من النسخ الخطية السابقة أن كتابتها تمت بعد القرن الثاني عشر الهجري. وقد اتبعتُ في تحقيق الرسائل المنهج نفسه الذي سلكتُه في الكتاب الأول من هذه السلسلة (شجرة المعارف والأحوال وصالح الأقوال والأعمال)، الذي بيَّنتُه ثَمَّ في مقدمة التحقيق. واللهَ أسألُ أن ينفعَ بهذا العمل، ويجعلَه خالصاً لوجهه الكريم، إنه سميع قريب مجيب. إياد خالد الطباع | رسائل العز بن عبد السلام في التوحيد |

## وصلات خارجية
- رسائل العز بن عبد السلام في التوحيد
- الملحة في اعتقاد أهل الحق
- سلطان العلماء العز بن عبد السلام